# Hells Bells
"Hells Bells" je první skladba australské skupiny AC/DC z alba Back in Black, které bylo jejich prvním albem bez zpěváka Bona Scotta. Skladba byla první, kterou nazpíval Brian Johnson a na podzim 1980 byla vydána jako singl.

## Kompozice
Skladba začíná pomalým úvodem se zvukem zvonu, který následuje dvojitý kytarový zvuk hraný Anguse a Malcolmem Youngem. Později se přidali bicí hrané Philem Ruddem a basová kytara Cliffa Williamse.

## Sestava
- Brian Johnson - zpěv
- Angus Young - sólová kytara
- Malcolm Young - rytmická kytara, doprovodný zpěv
- Cliff Williams - basová kytara, doprovodný zpěv
- Phil Rudd - bicí

## Pozice v žebříčcích
| Žebříček (1980) | Vrcholové pozice |
| --------------- | ---------------- |
| Francie (IFOP)  | 16               |

| Žebříček (1981)  | Vrcholovými pozice |
| ---------------- | ------------------ |
| USA (Top Tracks) | 50                 |

| Žebříček (2012)         | Vrcholové pozice |
| ----------------------- | ---------------- |
| USA (Hot Digital Songs) | 51               |